# Pit Passarell
Pedro Sérgio Murad Passarell, mais conhecido como Pit Passarell (Buenos Aires, 11 de abril de 1968 – São Paulo, 27 de setembro de 2024), foi um compositor, cantor, e baixista da banda de heavy metal brasileira Viper.

## Carreira
Foi um dos fundadores da banda Viper, na qual gravou seu primeiro álbum aos 18 anos. Para a banda criou hits como "Living for the Night" e "To Live Again".
Assumiu os vocais do Viper quando Andre Matos saiu e criou músicas como "Rebel Maniac" e "Evolution", que levaram a banda para shows no Japão e na Europa e à gravação do álbum Maniacs in Japan. Voltou a tocar somente baixo quando Ricardo Bocci assumiu os vocais da banda.
Alguns clássicos da banda Viper estão imortalizados em sua voz, entre eles "Coma Rage", "Spreading Souls" (primeira versão), além da clássica e pouco divulgada "8 de Abril", cantada em português.
Alguns anos depois Ricardo Bocci deixa a banda, que fica por um tempo parada até que a Wikimetal a incentiva a retornar aos palcos com Andre Matos de volta na tour "To Live Again" (2012 a 2015).
Em 28 de agosto de 2020, lança seu primeiro trabalho solo, chamado Praticamente Nada. O disco foi, quase que em sua totalidade, gravado e mixado entre 2008 e 2009 no Pacific Studio, em Belo Horizonte (MG), e a produção ficou a cargo de Cris Simões. O primeiro single, "O Mundo", é uma canção de Pit que foi lançada como faixa de Atrás dos Olhos, disco do Capital Inicial de 1998.
Compôs também para o Capital Inicial, da qual seu irmão Yves Passarell (ex-Viper) é guitarrista. Pit é o criador das músicas "O Mundo", Não Olhe pra Trás", "Melhor Assim", "Seus Olhos", "Depois da Meia-Noite", "Algum Dia" e "Instinto Selvagem", além de outras, gravadas pelo grupo de Brasília.

## Morte
Pit Passarell morreu no dia 27 de setembro de 2024. No dia anterior, a banda Viper havia informado que ele havia sido diagnosticado com câncer no pâncreas, que havia se agravado.

## Discografia

### Viper
- The Killera Sword [Demo] (1986)
- Soldiers of Sunrise (1987)
- Theatre of Fate (1989)
- Evolution (1992)
- Vipera Sapiens (EP lançado apenas no exterior, 1992)
- VIPER Live – Maniacs in Japan (ao vivo no Japão, 1993)
- Coma Rage (1994)
- Tem Pra Todo Mundo (1996)
- Everybody Everybody – The Best of VIPER (1999)
- 20 Years Living for the Night (DVD 2005)
- All My Life (2007)
- To Live Again - Live In São Paulo (CD / DVD 2015)
- The Spreading Soul Forever Single (2020)
- Timeless (2023)

### Solo
- Praticamente Nada (2020)